# High School Musical: El Desafío (Argentina)
High School Musical: El Desafío é um spin-off do filme norte-americano High School Musical, adaptado do livro "Battle of the Bands" para o mercado Argentino. Escrita especialmente para o cinema, conta com uma trilha sonora composta por nove produções exclusivas, sendo uma das músicas composta por Alejandro Lerner, interpretada por ele durante o fim dos créditos.
Os personagens do filme são interpretados pelos vencedores e finalistas do programa de TV argentino High School Musical: La Selección: Agus, Fer, Delfi, Walter, Gastón, Vale, Sofi e Juanchi. Ainda com as participações especiais de Andrea del Boca, Adriana Salonia, Peter McFarlane e a estreia em filme de Liz Solari. O filme estreou nos cinemas argentinos em 17 de julho de 2008, ficando como o segundo filme mais visto em sua semana de estreia no país.
O filme internacionalmente foi distribuído pelos Disney Channel’s do mundo, tendo sido exibido no Disney Channel Portugal na sua versão legendada diversas vezes, Disney Channel Espanha, Itália, Grécia , Roménia , Polónia , nestes últimos numa versão dublada nas suas línguas, à semelhança da versão mexicana.

## Origem e produção
Depois da repercussão da versão original de High School Musical na Argentina, foi providenciado o elenco para a realização da versão local, no programa de TV High School Musical:La Selección, transmitido pelo Canal 13 e o Disney Channel. Tendo selecionado os protagonistas, em fevereiro de 2008 começaram as filmagens de High School Musical: El Desafío em Pilar, província de Buenos Aires. O campus de Nuestra Señora del Pilar na  Universidad del Salvador (USAL) foi escolhido para as filmagens, devido a proximidade a Buenos Aires, a arquitetura do local e a água que o rodeia. Os detalhes do filme no início se manteriam em segredo estrito, através de um contrato de confidência com a universidade. O mesmo local foi utilizado depois para a versão Mexicana da Franquia. O filme contou com equipe de direção e produção que incluem como diretor Jorge Nisco, roteiro de Pablo Lago, e com o diretor de comédias musicais Peter Mac Farlane. A fotografia estava a cargo de Rodrigo Pulpeiro, o figurino de Ruth Fischerman e a coreografia de Margarita Jusid.

## Personagens

### Protagonistas
- Fer (Fernando Dente) é o capitão da equipe de rugby da ecola, Los Jaguares. Tem um novo desafio na escola: fazer parte de um grupo musical no Concurso de Banda, onde deve mostrar suas verdadeiras condições de líder.
- Agus (Agustina Vera) é uma aluna tímida e estudiosa, uma jovem com vocação ao canto, quando se sente insegura ganha o estímulo de Anne-Claire, a qual a estimula a ser ela mesma e a exibir sem medo os seus dotes artísticos.

### Antagonistas
- Delfi (Delfina Peña) é a típica patricinha,que ama rosa,rica, vaidosa  e egoísta, que faz de tudo para se tornar a maior estrela da escola.Odeia annie-clarie
- Walter (Walter Bruno) é o irmão sofrido de Delfi. Graças a ajuda de Agus e a sua perseverança, Walter torna-se independente e demonstra suas verdadeiras capacidades artísticas.

### Outros Alunos
- Gastón (Gastón Vietto) amigo de Fer, sonha em namorar Anne-Claire.
- Juanchi (Juan Macedonio) Sempre de bom humor, Juanchi mostra ainda ser um ótimo baterista.
- Facha (Augusto Buccafusto). Sempre junto com os amigos, Facha toca guitarra.
- Sofi (Sofía Agüero Petros). É a compositora talentosa da banda. Não só demonstra seus dotes como também trás positivismo para os problemas enfrentados pelo grupo.
- Vale (Valeria Baroni). É uma cantora excelente, mas tem que fazer parte de grupo musical de Delfi, sendo ofuscada pela "estrela".
- Clarita e Alicia (María Clara Alonso e Sophie Oliver Sánchez). Aliadas de Delfi e integrantes do grupo musical, estão totalmente subordinadas as vontades de Delfi.

### Secundários
- D'Arts, a Profª de Artes (Andrea del Boca). É a professora de artes do colégio HSA.
- Diretor do colégio, interpretado por Peter McFarlane.
- Anne-Claire (Liz Solari). Ex-Aluna do colégio e cantora famosa.
- Mãe de Agus (Adriana Salonia)
- Pai de Fer (Mauricio Dayub)
- Donato (Daniel Martins)
- Marta (Carolina Ibarra)

## Estreia no Brasil
O filme teve sua estreia no Brasil direto na TV pelo canal pago HBO Family
no dia 16 de Julho de 2009 às 19:00 em versão dublada.

## Estreia
A estreia do filme foi realizada em 14 de julho de 2008 no teatro Gran Rex. Logo depois o elenco reunido esteve em uma coletiva de imprensa e sessão de fotos no Alvear Palace Hotel. O filme estreou nos cinemas em todo país em 17 de julho de 2008 na Argentina, e em 18 de agosto nos cinemas do Uruguai.

## Trilha sonora
Antes da estreia do filme, foi lançado o CD com a trilha sonora do filme, contendo oito canções novas produzidas por Fernando López Rossi. O CD disponibiliza ainda uma faixa bônus coma canção "Ya es hora de brillar"  escrita por Alejandro Lerner especialmente para o filme. O disco inclui ainda o videoclipe "El Verano Terminó".
| #  | Música                    | Interpretado por                                 |
| -- | ------------------------- | ------------------------------------------------ |
| 1  | El Verano Terminó         | Todos                                            |
| 2  | Siempre Juntos            | Los jaguares                                     |
| 3  | Doo up                    | Delfi e Walter                                   |
| 4  | Yo sabía...               | Agus e Fer                                       |
| 5  | A Buscar el Sol           | Agus                                             |
| 6  | Hoy Todo es Mejor         | Fer                                              |
| 7  | Superstar                 | Delfi y Las Invisibles (Vale, Clara e Alicia)    |
| 8  | Mejor Hacerlo Todo Juntos | Agus, Fer, walter, Juanchi, Gaston, Facha e Sofi |
| 9  | Actuar, Bailar, Cantar    | Todos                                            |
| 10 | Ya es Hora de Brillar     | Alejandro Lerner                                 |
| BT | El Verano Terminó (Video) | Todos                                            |

## DVD
Em 29 de outubro de 2008 foi anunciado no Zapping Zone a versão em DVD do filme.
- Informações do DVD:

1. Quantidade de discos: 1
2. Conteúdo: Seleção de cenas - Menus interativos.

- Características Técnicas:

1. Video: Widescreen 1.78:1
2. Audio: Espanhol - Dolby Digital 5.1/ Dolby Digital 2.0
3. Legendas: Español / Inglés
4. Duração: 98 minutos

- Materiais especiais:

1. Perfis: Fer, Agus, Delfi e Walter
2. Playback: La grabación de las canciones
3. Especial "El Desafío"
4. Clips: "Yo Sabía", "El Verano Terminó", e "Siempre Juntos"